# 羽島市コミュニティバス
羽島市コミュニティバス（はしましコミュニティバス）とは、岐阜県羽島市が岐阜羽島バス・タクシーに委託して運行しているコミュニティバスである。
2007年（平成19年）10月1日、「羽島市公共施設巡回バス」と「羽島市代替バス」の一部路線変更し、統合したコミュニティバスである。その後2016年（平成28年）4月1日に大幅に改正し実証運行が開始され、10月1日より本格運行に移行した。
路線は、市内線（はしまわる線）4ルートと南部線2ルートがある。

## 市内線（はしまわる線）
東・はしまわる線、西・はしまわる線、中・はしまわる線、温泉・はしまわる線の4ルートがある。始発は共にJR東海道新幹線 岐阜羽島駅。運賃は100円均一。他に1日乗車券が250円。回数券11枚つづり1000円。定期券有り。障害者の無料乗車券制度有り（事前申請が必要）。となっている。1日6周（3往復）。平日土曜日運行。日曜休日、年末年始など運休。

### 東・はしまわる線
主に市内北東部を運行。
- JR岐阜羽島駅 - 市民会館 - 市役所前駅東 - 市役所 - 蜂尻 - 竹鼻南コミュニティセンター - 羽島市運動公園東 - 羽島特別支援学校東 - 正木コミュニティセンター - 光法寺 - 須賀駅南 - 不破一色駅東 - 曲利 - 市民病院 - 観光交流センター - 文化センター - JR岐阜羽島駅

### 西・はしまわる線
主に市内北西部を運行。
- JR岐阜羽島駅 - 文化センター - 市民病院 - 西小熊 - 坂井 - 南宿駅南 - 元町 - 市民病院 - 昭和町東 - 市役所 - 市役所前駅東 - 市民会館 - JR岐阜羽島駅

### 中・はしまわる線
主に市内中央部を運行。
- JR岐阜羽島駅 - 福寿コミュニティセンター - 前谷 - 大須 - 羽島温泉 - 八神 - 沖 - 円空資料館 - 蜂尻 - 市役所 - 市民病院 - 文化センター - 市民会館 - JR岐阜羽島駅

### 温泉・はしまわる線
主に市内中心部から羽島温泉へ向けて運行。
- JR岐阜羽島駅 - 市民会館 - 市役所前駅東 - 市役所 - 市民病院 - 竹鼻南コミュニティセンター - 加賀野井 - 下中コミュニティセンター - 八神 - 羽島温泉 - 大須 - 舟橋 - JR岐阜羽島駅

## 南部線

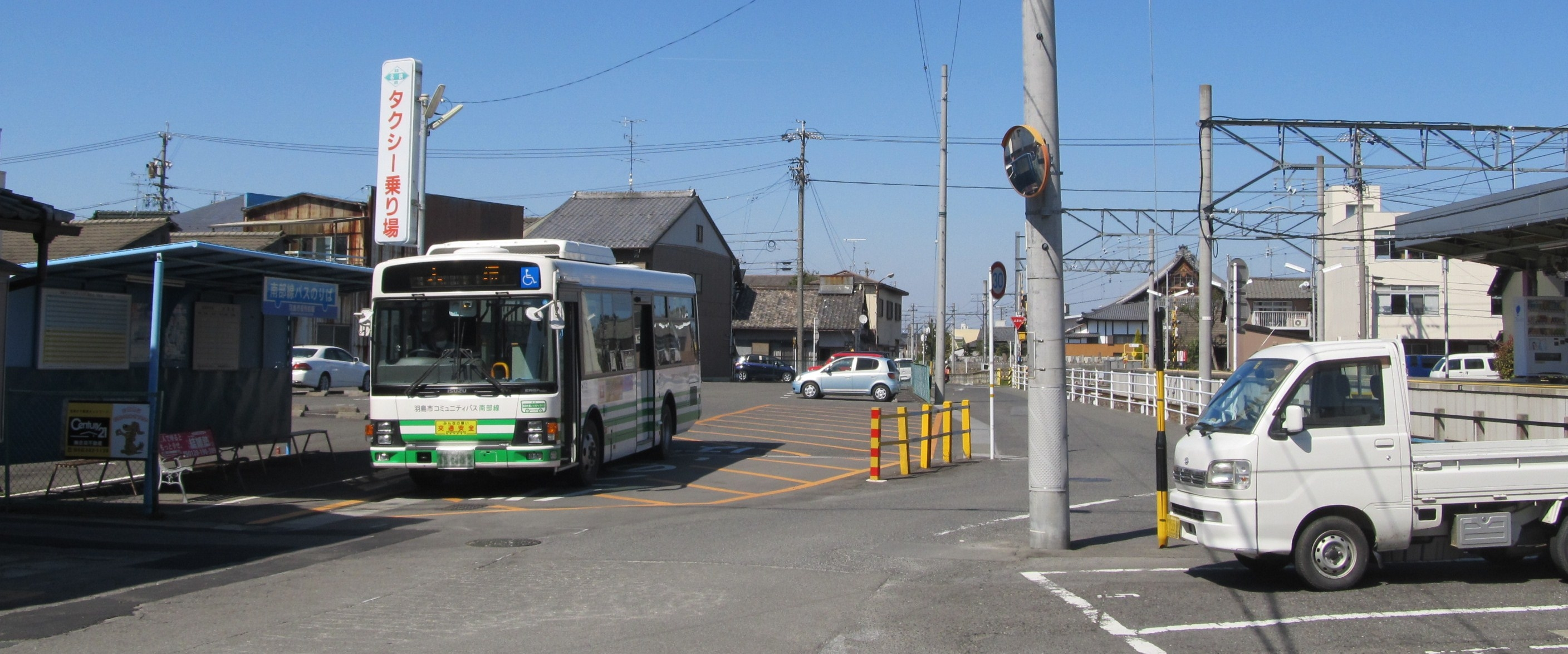
南部線 羽島市役所駅前駅バス停

旧・羽島市代替バス（名鉄竹鼻線の廃止区間、江吉良駅 - 大須駅代替バス）を踏襲した路線である。愛称は「円空さん」。運賃は市内線と同様のものが適用される。毎日運行。日中は車両をワゴン車に変更し、便数も1時間に1便に減らして運行。休日（日曜日・祝日）の昼間も平日昼間と同様に便数を減らして運行。羽島市役所前駅で名鉄竹鼻線と接続するために、竹鼻線のダイヤ改正にあわせて時刻変更される。停留所は竹鼻線の廃止区間の駅跡、または駅跡付近に設置されている。尚、日曜日・祝日・年末年始（12月29日～1月3日）の一部の便は羽島温泉を経由する
- 大須 - （羽島温泉） - 八神 - 北河原 - 石田 - 市之枝 - 沖 - 円空資料館 - 長間 - 牧野 - 市役所北 - 羽島市役所前駅